# Boston Society of Film Critics Awards 2009
La 30ª edizione dei Boston Society of Film Critics Awards si è svolta il 13 dicembre 2009.

## Premi

### Miglior film
- The Hurt Locker, regia di Kathryn Bigelow
  - 2º classificato: A Serious Man, regia di Joel ed Ethan Coen

### Miglior attore
- Jeremy Renner - The Hurt Locker

### Migliore attrice
- Meryl Streep - Julie & Julia
  - 2º classificato: Gabourey Sidibe - Precious

### Miglior attore non protagonista
- Christoph Waltz - Bastardi senza gloria (Inglourious Basterds)
  - 2º classificato: Stanley Tucci - Julie & Julia

### Migliore attrice non protagonista
- Mo'Nique - Precious
  - 2º classificato: Anna Kendrick - Tra le nuvole (Up in the Air)

### Miglior regista
- Kathryn Bigelow - The Hurt Locker

### Migliore sceneggiatura
- Joel ed Ethan Coen - A Serious Man
  - 2º classificato: Mark Boal - The Hurt Locker

### Miglior fotografia
- Barry Ackroyd - The Hurt Locker
  - 2º classificato: Roger Deakins - A Serious Man

### Miglior montaggio
- Chris Innis e Bob Murawski - The Hurt Locker
  - 2º classificato: Roderick Jaynes - A Serious Man

### Migliori musiche
- Crazy Heart

### Miglior documentario
- The Cove - La baia dove muoiono i delfini (The Cove), regia di Louie Psihoyos

### Miglior film in lingua straniera
- L'Heure d'été, regia di Olivier Assayas  ·  Francia

### Miglior film d'animazione
- Up, regia di Pete Docter e Bob Peterson
  - 2º classificato: Fantastic Mr. Fox, regia di Wes Anderson

### Miglior regista esordiente
- Neill Blomkamp - District 9

### Miglior cast
- Precious
- Star Trek
  - 2º classificato: A Serious Man